# Oh, Teacher! (film 1923)
Oh, Teacher! è un cortometraggio muto del 1923 prodotto, diretto e interpretato da Eddie Lyons.

## Produzione
Il film fu prodotto dalla Eddie Lyons Comedies (come Mirthquake Comedies).

## Distribuzione
Distribuito dall'Arrow Film Corporation, il film - un cortometraggio di due bobine - uscì nelle sale cinematografiche USA il 3 novembre 1923.